# 30883 de Broglie
30883 de Broglie è un asteroide della fascia principale. Scoperto nel 1992, presenta un'orbita caratterizzata da un semiasse maggiore pari a 2,6082358 au e da un'eccentricità di 0,1675835, inclinata di 1,15153° rispetto all'eclittica.
L'asteroide è dedicato al fisico francese Louis de Broglie.